# Jerry Baskerville
Jerry W. Baskerville (Filadelfia, Pensilvania; 10 de noviembre de 1951) es un exjugador de baloncesto estadounidense que disputó una temporada en la NBA, jugando el resto de su carrera en la CBA. Con 2,01 metros de estatura, lo hacía en la posición de alero.

## Trayectoria deportiva

### Universidad
Comenzó su etapa universitaria en los Rebels de la Universidad de Nevada, Las Vegas, donde jugó una temporada, en la que promedió 13,4 puntos y 11,3 trebotes por partido, para posteriormente ser transferido a los Owls de la Universidad de Temple, donde acabó su carrera universitaria.

### Profesional
Tras no encontrar hueco en la NBA, fichó por los Hazleton Bullets de la CBA, siendo elegido como mejor jugador de la liga en 1975. Al año siguiente fichó por los Philadelphia 76ers, y aunque fue en un principio descartado, firmó finalmente como agente libre en diciembre de 1975. Disputó 21 partidos, en los que promedió 1,2 puntos y 1,3 rebotes.
Tras su breve paso por la NBA, continuó su carrera en la CBA, la cual se prolongó al menos siete temporadas, en equipos como los Atlantic City Hi Rollers, promediando 14,7 puntos por partido.

## Estadísticas de su carrera en la NBA

### Temporada regular
| Temporada | Edad | Equipo             | Liga | Pos. | P  | TIT | MIN | TC  | TCA | %TC  | 3P | 3PA | %3P | TL  | TLA | %TL  | R.OF. | R.DEF. | REB | ASIS | ROB | TAP | PER | FP  | PTS |
| 1975-76   | 24   | Philadelphia 76ers | NBA  | SF   | 21 |     | 5.0 | 0.4 | 1.2 | .308 |    |     |     | 0.5 | 0.8 | .625 | 0.6   | 0.7    | 1.3 | 0.1  | 0.3 | 0.2 |     | 1.5 | 1.2 |
| Total     |      |                    | NBA  |      | 21 |     | 5.0 | 0.4 | 1.2 | .308 |    |     |     | 0.5 | 0.8 | .625 | 0.6   | 0.7    | 1.3 | 0.1  | 0.3 | 0.2 |     | 1.5 | 1.2 |